# Campos de Roca
Campos de Roca es un barrio privado ubicado en el Partido de Brandsen, Provincia de Buenos Aires, Argentina, reconocido por su material histórico.

## Toponimia
Su nombre se debe por haber sido parte de una de las estancias del ex-Presidente de la Nación Argentina Julio Argentino Roca.

## Ubicación
El barrio se ubica en el nordeste del Partido de Brandsen, casualmente en la frontera con el Partido de La Plata. El acceso al barrio se ubica en la frontera y, al pasarlo, se cambia de partido.
El camino que conduce al acceso del barrio se ubica en el kilómetro 65 de la Ruta Provincial 2.
Como barrios vecinos están Área 60, Miralagos, Haras de Cumeneyen y Campos de Roca II.

## Población
El barrio se divide en lotes, denominados unidades funcionales, y casi la totalidad de ellos se han convertido en quintas de pasatiempos, aunque también hay quienes viven de forma permanente aquí.
Algunas unidades cumplen funciones especiales: la unidad funcional 127, por ejemplo, es la Administración del barrio, mientras que la UF 248 cumple el papel de parque central, con almacén, canchas deportivas, la gran casona, y una amplia exposición de especies arbóreas.
El barrio tiene, exactamente, 378 lotes, y puede estimarse una población de alrededor de 400 habitantes, o un poco más.
Las unidades varían mucho: hay construcciones desde estilo antiguo hasta estilo moderno, tamaños diferentes, jardines muy variados. Todo es una bonita combinación y mezcla de gustos y estilos, conformando así una gran comunidad.

## Ecología y desarrollo
El barrio, como el resto de la región pampeana, tiene un clima moderado, al igual que los vientos y las lluvias. Para controlar las lluvias que caen, que pueden ser muy fuertes, hay desagües a ambos lados de las calles. 
Durante los tiempos de estancia se implantaron especies arbóreas como pinos, sauces y grandes eucaliptos, que ahora son la vegetación predominante de algunas zonas. Desde luego, está absolutamente prohibida la tala de la vegetación predominante.
Por estar en pleno campo, la fauna que recorre el barrio es muy abundante. Se han observado especies como liebres, zorros, garzas, cotorras, patos, teros, loros, aguiluchos y variadas especies de peces en las lagunas que hay. También, en ocasiones, visitan el barrio aves inusuales como pavos reales, e incluso reptiles como lagartos overos y pequeñas serpientes. Toda la fauna del barrio está protegida. Dicha protección está incluida en el reglamento, prohibiendo la caza o el daño.

## Contenido histórico

### Historia
La estancia se construyó durante el siglo XIX, acabando con una superficie de 270 hectáreas. Fue el hogar del militar Julio Argentino Roca durante su estadía en Buenos Aires para sus servicios en la política y en el ejército. Años más tarde del fallecimiento de Roca (19 de octubre de 1914), hacia fines del siglo XX, se creó la empresa Campos de Roca S. A. que tomó estas 270 hectáreas para transformarlas en un barrio privado. En 2012, se lanzó un segundo proyecto: Campos de Roca II.

### Puntos de interés
En el sur del barrio se encuentra la unidad funcional 248, que es un gigantesco parque público, o sea, de espacio común. En él hay áreas de uso común, como una cancha de tenis y de paddle, fútbol y vóley, pileta de natación y hasta un hipódromo. También hay un restaurante junto al almacén, además de una pequeña capilla.
En medio del parque se encuentra la casa que alguna vez fue la casona de la estancia, el mayor punto de interés del barrio y poco común en el partido de Brandsen, pues el hecho de contener un edificio histórico hace a este barrio muy especial. Su diseño arquitectónico se ha conservado, y en su interior se exhiben objetos antiguos de los siglos XIX y XX. La casa actualmente desempeña un papel de restaurante, museo y cafetería, exclusivo para los habitantes del barrio.
En todo el parque puede observarse que las plantaciones frutales colocadas en el pasado aún sobreviven: hay retoños y brotes de plantas de membrillo, higo, naranja, mandarina, nuez, durazno y otras plantas cuyo fruto es comestible. Sin duda todo eso lo colocaron alrededor de la casona de J. A. Roca en los tiempos de estancia, para preparar comidas con todos esos manjares. Estos frutales, junto a todos los demás árboles, forman sin duda una gran diversidad arbórea, lo que lo convierte en un sitio predilecto para muchos.
Por todas partes se conservaron objetos que se han usado y lograron conservarse, como una carroza de viaje, un oxidado cañón de pólvora, máquinas y cachivaches que alguna vez sirvieron para la estancia, etcétera.

## Eventos sociales
Desde el punto de vista social, el día 30 de noviembre de 2019 se realizó la fiesta más importante del emprendimiento, con el objetivo de festejar el 25º Aniversario de su fundación. Concurrieron a la misma los más notables y antiguos vecinos, así como también nuevos integrantes del Barrio Cerrado, de larga tradición en el partido de Brandsen. 